# Marika Kilius
Marika Kilius (Frankfurt am Main, Alemanha Ocidental, 21 de março de 1943) é uma ex-patinadora artística alemã, que competiu em provas de duplas representando a Alemanha Ocidental. Ela conquistou duas medalhas de prata olímpicas em  1960 e 1964 ao lado de Hans-Jürgen Bäumler, e seis medalhas em campeonatos mundiais, sendo duas de ouro, uma de prata e uma de bronze com Hans-Jürgen Bäumler, e uma de prata e uma de bronze com Franz Ningel.

## Medalha olímpica em 1964
Originalmente medalhistas de prata na competição de duplas nos Jogos Olímpicos de Inverno de 1964, Kilius e Hans Jürgen Bäumler, tiveram suas medalhas retiradas em 1966 pelo Comitê Olímpico Internacional, assim elevando a dupla canadense Debbi Wilkes e Guy Revell para medalha de prata, e a dupla americana Vivian Joseph e Ronald Joseph para a medalha de bronze. Porém em 1987, o COI devolveu a medalha de prata para Kilius e Bäumler, porém as demais duplas não foram contatadas ou devolveram as medalhas, e nos registros do COI Wilkes e Revell apareciam com o bronze, e a dupla americana não aparecia entre os medalhistas. Somente em 2013 o COI decidiu oficialmente que as duplas alemã e canadense vão oficialmente dividir a medalha de prata, e que a dupla americana não terá que devolver o bronze, sendo declarados medalhistas de bronze.

## Principais resultados

### Com Hans-Jürgen Bäumler
| Resultados                                            | Resultados      | Resultados       | Resultados        | Resultados       | Resultados       | Resultados      | Resultados       | Resultados    | Resultados    | Resultados    | Resultados    | Resultados    |
| Internacional                                         | Internacional   | Internacional    | Internacional     | Internacional    | Internacional    | Internacional   | Internacional    | Internacional | Internacional | Internacional | Internacional | Internacional |
| Evento/Temporada                                      | 1957– 1958      | 1958– 1959       | 1959– 1960        | 1960– 1961       | 1961– 1962       | 1962– 1963      | 1963– 1964       |               |               |               |               |               |
| ----------------------------------------------------- | --------------- | ---------------- | ----------------- | ---------------- | ---------------- | --------------- | ---------------- | ------------- | ------------- | ------------- | ------------- | ------------- |
| Jogos Olímpicos                                       |                 |                  | Medalha de prata  |                  |                  |                 | Medalha de prata |               |               |               |               |               |
| Campeonato Mundial                                    | 6.ª             | Medalha de prata | Medalha de bronze |                  |                  | Medalha de ouro | Medalha de ouro  |               |               |               |               |               |
| Campeonato Europeu                                    | 5.ª             | Medalha de ouro  | Medalha de ouro   | Medalha de ouro  | Medalha de ouro  | Medalha de ouro | Medalha de ouro  |               |               |               |               |               |
| Nacional                                              |                 |                  |                   |                  |                  |                 |                  |               |               |               |               |               |
| Campeonato Alemão                                     | Medalha de ouro | Medalha de ouro  | Medalha de prata  | Medalha de prata | Medalha de prata | Medalha de ouro | Medalha de ouro  |               |               |               |               |               |
|                                                       |                 |                  |                   |                  |                  |                 |                  |               |               |               |               |               |
| Legenda: Competição não foi disputada nesta temporada |                 |                  |                   |                  |                  |                 |                  |               |               |               |               |               |

### Com Franz Ningel
| Resultados                                            | Resultados       | Resultados        | Resultados        | Resultados        | Resultados    | Resultados    | Resultados    | Resultados    | Resultados    | Resultados    | Resultados    | Resultados    |
| Internacional                                         | Internacional    | Internacional     | Internacional     | Internacional     | Internacional | Internacional | Internacional | Internacional | Internacional | Internacional | Internacional | Internacional |
| Evento/Temporada                                      | 1953– 1954       | 1954– 1955        | 1955– 1956        | 1956– 1957        |               |               |               |               |               |               |               |               |
| ----------------------------------------------------- | ---------------- | ----------------- | ----------------- | ----------------- | ------------- | ------------- | ------------- | ------------- | ------------- | ------------- | ------------- | ------------- |
| Jogos Olímpicos                                       |                  |                   | 4.ª               |                   |               |               |               |               |               |               |               |               |
| Campeonato Mundial                                    |                  | 7.ª               | Medalha de bronze | Medalha de prata  |               |               |               |               |               |               |               |               |
| Campeonato Europeu                                    |                  | Medalha de bronze | Medalha de bronze | Medalha de bronze |               |               |               |               |               |               |               |               |
| Nacional                                              |                  |                   |                   |                   |               |               |               |               |               |               |               |               |
| Campeonato Alemão                                     | Medalha de prata | Medalha de ouro   | Medalha de ouro   | Medalha de ouro   |               |               |               |               |               |               |               |               |
|                                                       |                  |                   |                   |                   |               |               |               |               |               |               |               |               |
| Legenda: Competição não foi disputada nesta temporada |                  |                   |                   |                   |               |               |               |               |               |               |               |               |